# Marcus Vinícius (político)
Marcus Vinícius Vieira de Almeida (Tapes, 20 de novembro de 1982) é um advogado e político brasileiro, filiado ao Progressistas (PP), é  deputado estadual pelo estado do Rio Grande do Sul, Foi prefeito por dois mandatos de Sentinela do Sul (2005-2012) e presidente da FAMURS, entre 2009 e 2010.
Nas eleições estaduais de 2022, foi eleito pelo deputado estadual pelo Rio Grande do Sul com 30 894 votos.

## Vereador de Sentinela do Sul
Concorreu pela primeira vez a um cargo eletivo em 2004. Aos 21 anos, Marcus tornou-se vereador de Sentinela do Sul com a maior votação do município, recebendo 7,30% dos votos válidos.

## Prefeito de Sentinela do Sul
Em 2005, a 84ª Zona Eleitoral do TRE-RS (Tribunal Regional Eleitoral) cassou o mandato do prefeito Luzardo Pacheco Aibar (MDB) e de seu vice, Edemar Seixas, por compra de votos. Por determinação da Justiça Eleitoral, Marcus Vinícius, o vereador mais votado do último pleito, assumiu a Prefeitura. Em 2 de outubro, após eleição suplementar, Marcus foi confirmado como o novo prefeito de Sentinela do Sul, tendo recebido 58,48% dos votos válidos. Com apenas 22 anos, foi considerado o prefeito mais jovem do Rio Grande do Sul e do Brasil.
No ano de 2008, foi reeleito prefeito municipal, recebendo 2.199 votos. Durante seu segundo mandato, Sentinela do Sul foi o quinto município com o maior crescimento do PIB em 2011, com um avanço de 42,1%.

## Candidatura à Assembleia e Corsan
Após deixar a prefeitura de Sentinela do Sul, em 2012, Marcus Vinícius iniciou sua preparação para concorrer a uma vaga na Assembleia Legislativa gaúcha. Nas eleições de 2014, recebeu 23.090 votos, ficando como suplente do Partido Progressista. Durante a campanha, defendeu temas como o municipalismo e a gestão pública responsável.
Entre 2015 e 2018, foi diretor administrativo da Corsan, durante o governo de José Ivo Sartori.

## Deputado estadual
Nas eleições estaduais de 2022, foi eleito pelo Progressistas deputado estadual à Assembleia Legislativa do Rio Grande do Sul na 56ª legislatura (2023 — 2027) com 30.894 votos.